# Cryptophagus lysholmi
Cryptophagus lysholmi is een keversoort uit de familie harige schimmelkevers (Cryptophagidae). De wetenschappelijke naam van de soort werd in 1932 gepubliceerd door Munster.